# 房丰洲
房丰洲，天津大学精密仪器与光电子工程学院教授，主要从事光学制造、精密制造等方面的研究工作。担任“973”项目首席科学家。入选中华人民共和国教育部2007年度"长江学者"特聘教授。